# Pierre de Thury
Pour les articles homonymes, voir Thurey (homonymie).
Pierre de Thury ou de Thurey, dit le cardinal de Maillezais, mort à Villeneuve, probablement après le 15 décembre 1410, est un pseudo-cardinal français du XIVe siècle et du début du XVe siècle, créé par l'antipape d'Avignon, Clément VII.

## Biographie

### Origines
Pierre de Thury ou de Thurey (de Tureyo) appartient à la famille de Thurey, originaire du sud de la Bourgogne, dans les environs de Chalon-sur-Saône.
Il est le fils du chevalier Girard de Thurey, maréchal de Bourgogne, et de Jeanne de la Palud. Il est le frère de Philippe, archevêque de Lyon, et de Renaud, doyen du chapitre Saint-Jean de Lyon.
Il est le neveu de Guillaume de Thurey, archevêque de Lyon,.

### Carrière religieuse
Pierre de Thurey est reçu chanoine du chapitre de Lyon, en 1369. Il est grand custode du chapitre en 1372.
Il entre au service du roi de France, Charles V. Il est envoyé, par le chapitre, à Paris pour chapitre en 1373, où il installe sa résidence.
Il est prieur clunisien de Saint-Sauveur de Nevers,.
En 1377, il devient conseiller du roi, Charles VI, et maître des requêtes de l'hôtel,,.
Cette proximité royale peut être à l'origine des suites de sa carrière, selon Galland.
En 1382, il est nommé évêque de Maillezais,,, en Vendée.
L'antipape Clément VII le crée cardinal-prêtre de Sainte-Suzanne, lors du consistoire du 12 juillet 1385,,,. Il est légat apostolique en France et à Naples,.
Il occupe la livrée cardinalice de Viviers, rue Banasterie à Avignon, de 1385 jusqu'en 1390. Une livrée porte son nom Thury, correspondant à l'ancien hôtel de Turenne, entre le Rhône et le portail Aurose.
Le cardinal de Thury participe au conclave de 1394 lors duquel l'antipape Benoît XIII est élu. Le cardinal abandonne l'antipape en 1398, mais retourne peu après. Il abandonne l'antipape de nouveau en 1408 et est déposé. De Thury assiste au concile de Pise. Il participe au conclave de 1409 (élection de l'antipape Alexandre V, mais ne participe pas au conclave de 1410 (élection de l'antipape Jean XXIII).
La date de mort de Pierre de Thury n'est pas précisément connue. Un article des Annales d'Avignon et du Comtat-Venaissin (1914-1915) indique qu'il serait mort « peu après le 15 décembre 1410, et non pas après le 16 avril 1417 comme le dit », le franciscain Konrad Eubel (en) (Hierarchia catholica). Marc Dykmans (1971) indique qu'il est mort à Villeneuve, en 1410.

## Armes et sceau

Armes des Thurey.

Les armes de la famille de Thurey se blasonnent ainsi : De gueules au sautoir d'or.
Un acte de 1383 porte le sceau, sans contre-sceau, de Pierre de Thury. Celui-ci est composé d'un « écu au sautoir ; timbré d'une crosse qui traverse l'écu, soutenu par 2 lions ; dans un trilobe à redents » et d'une légende : « S(igillum) ⋅ P(etri) ⋅ D(e) ⋅ Thu / reio ⋅ Epi(scopi) ⋅ / Maleacen(sis) » (sigilla.org).